# アベイ座

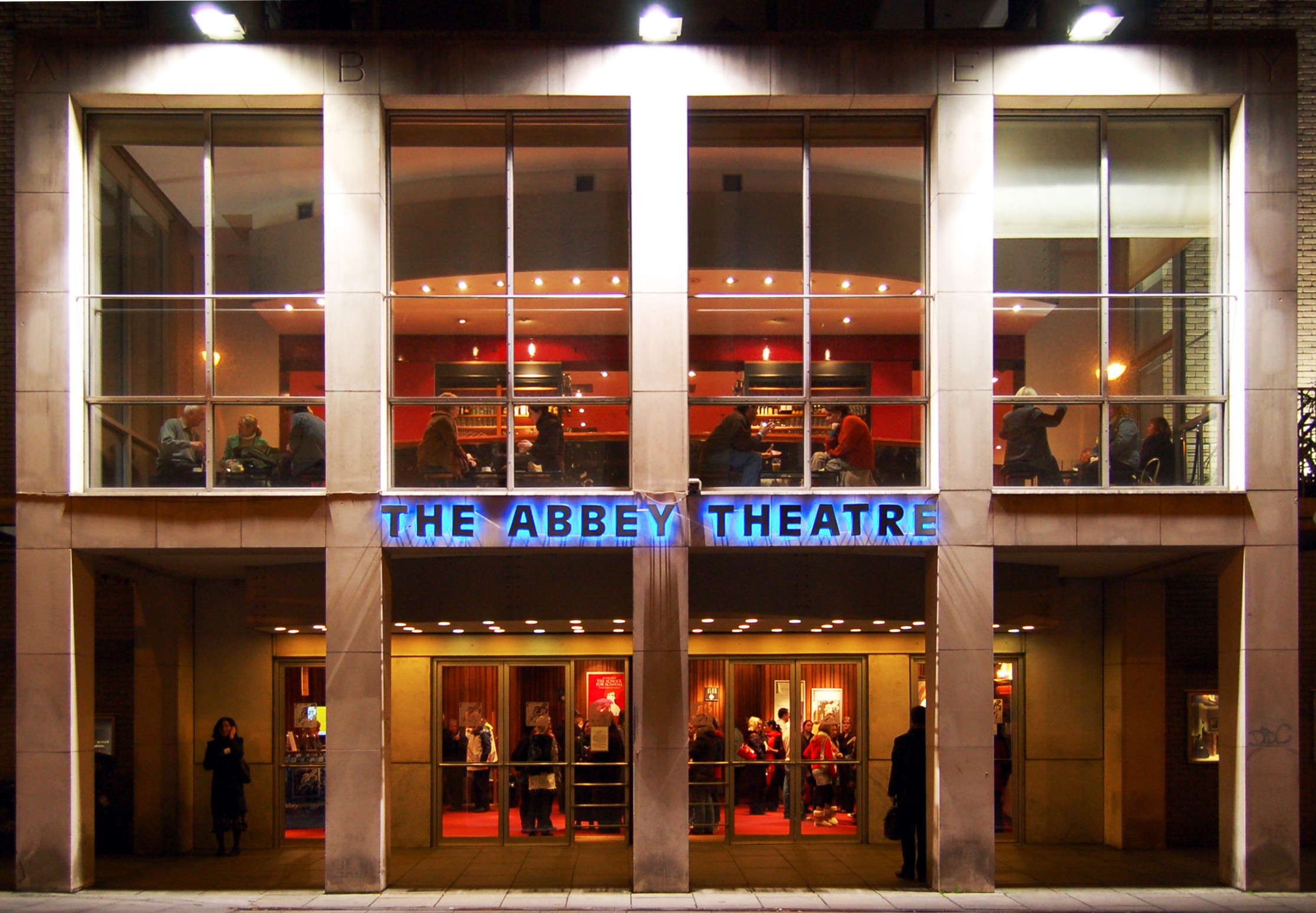
現在のアベイ座

アベイ座 （アベイざ、The Abbey Theatre、アイルランド語：Amharclann na Mainistreach）は、アイルランド国立劇場（Amharclann Náisiúnta na hÉireann）として知られる、アイルランド・ダブリンの劇場。日本語ではアビー座、アベイ・シアター、アビー・シアターなどとも表記される。1904年12月27日に第一回公演が行われた。1951年7月の火事で原型の建物を焼失したが、再建して現在も上演を続けている。アベイ座は、英語圏の劇場で初めて国の補助金を受けた劇場である。
1903年に、イギリス人資産家のアニー・ホーニマンの資金援助を得て、イギリスの支配に対抗しアイルランド文化・アイルランド演劇の独自性を確立しようとしていたアイルランド人のウィリアム・バトラー・イェイツ、オーガスタ・グレゴリー、ショーン・オケーシー、ジョン・ミリントン・シングら詩人・劇作家、支援者が中心となって劇場を設立。劇団メンバーが上演作品を制作しており、アイルランド文芸復興運動、アイルランド演劇運動の最前線となった。アベイ座はアイルランド演劇と20世紀の俳優たちの養成所であった。加えて、外国公演も行い北米からの観客も呼び込むことから、アイルランド観光産業の牽引役ともなっている。
1902年にイェイツを会長として創立されたアイルランド国民演劇協会が母体である。紅茶商として成功したホーニマン家の一員で、演劇の支援者だったアニー・ホーニマンとイェイツは、魔術結社黄金の夜明け団の団員で、ホーニマンは彼の才能を高く評価し、（アイルランド民族主義は嫌っていたが）彼の演劇活動を支援をしたいと考えており、自身で行ったタロット占いの読み解きも参考し、彼が自由に活動できる場を用意することを決めた。「もしこの劇団が今後一年以上存続するならば」という条件で、本拠地のない彼らに劇場を一つ提供しようと申し出て、1903年に彼女が提供した1,300ポンドの資金を元に、イェイツ、グレゴリー、ジョージ・ウィリアム・ラッセル、エドワード・マーティン、シングらが集まりアイルランド国立演劇協会を設立。ローワー・アベイ街にあった寄席劇場と、その隣にあった空いた建物を買い取って改装し、アベイ座と名付けた。1904年12月27日の初演では、イェイツの『バレの磯』、グレゴリーの『うわさのひろまり』が上演された。能に影響を受けた詩人イェイツが主導するアベイ座は挑戦的な劇場で、経営的には厳しかったが、次第に成功を収めるようになっていき、劇作家のための劇場という名声も獲得した。
1951年の失火で劇場を焼失後、本拠地を古いクイーン座へ移して1966年まで活動。1961年にかつてのアベイ座の焼け跡が取り壊され、1963年から再建を開始。当時の大統領エイモン・デ・ヴァレラが劇場の基礎石を置いた。1966年に新劇場完成。
焼失前の旧アベイ座の姿はキングス・カレッジ・ロンドン、ダブリンのトリニティ・カレッジ、及びダブリンのデジタルグラフィック企業NOHOの協働作業による学術プロジェクトAbbey Theatre, 1904によってデジタル復元されており、3D画像で内装を見ることができる。